# Xdinary Heroes
Xdinary Heroes (en hangul, 엑스디너리 히어로즈; romanización revisada, Egseudineori Hieorojeu) es una banda surcoreana, formada en 2021 por JYP Entertainment. Está compuesta por seis integrantes: Gun-il, Jungsu, Gaon, O.de, Jun Han y Jooyeon. La banda debutó el 6 de diciembre de 2021 con el lanzamiento del sencillo digital «Happy Death Day».

## Origen del nombre
El nombre es una abreviación de «Extra Ordinary Heroes» (en español, Héroes extraordinarios), que significa «cualquiera puede convertirse en héroe».

## Historia

### 2021-presente: Formación y debut
El 13 de julio de 2021, JYP solicitó los derechos de la marca «Xdinary Heroes» para uso comercial. Tres meses después, la discográfica público un teaser con la palabra «Coming up Next», que insinuaba el debut de un nuevo grupo. A principios de noviembre, un nuevo teaser fue publicado titulado «Heroes are Coming». El 8 de noviembre, la compañía público un nuevo adelanto con el nombre de la banda, «Xdinary Heroes» y la apertura de sus redes sociales. El 15 de noviembre, Jooyeon fue revelado oficialmente como el primer integrante de la banda, seguido por O.de, Gaon, Jun Han, Jungsu y Gun-il el 17, 18, 19 y 20 de noviembre, respectivamente. Del 22 al 27 de noviembre, JYP Entertainment público vídeos de los integrantes actuando, revelando las posiciones de los miembros.
El 29 de noviembre, Xdinary Heroes anunció que debutaría el 6 de diciembre con su primer sencillo digital, «Happy Death Day», el cual fue lanzado en la fecha definida. El mismo día, se realizó una reunión en línea para conmemorar el lanzamiento de su primer sencillo.

## Miembros
- Gun-il (건일) — batería[7]
- Jungsu (정수) — teclado[7]
- Gaon (가온) — guitarra eléctrica[7]
- O.de (오드) — sintetizador[7]

- Jun Han (준한) — guitarra eléctrica[7]
- Jooyeon (주연) — bajo[7]

## Discografía

### EP
| Título        | Detalles | Mejor posición | Ventas        |
| Título        | Detalles | COR            | Ventas        |
| ------------- | --- | -------------- | ------------- |
| Hello, World! | - Lanzamiento: 20 de julio de 2022 - Discográfica: Studio J, JYP Entertainment - Formato(s): CD, descarga, streaming | 4              | - COR: 43 348 |

### Sencillo
| Título                                                                            | Año  | Mejor posición | Mejor posición | Álbum         |
| Título                                                                            | Año  | COR            | US World       | Álbum         |
| --------------------------------------------------------------------------------- | ---- | -------------- | -------------- | ------------- |
| «Happy Death Day»                                                                 | 2021 | —              | 12             | Sin álbum     |
| «Test Me»                                                                         | 2022 | —              | —              | Hello, World! |
| «–» indica que el lanzamiento no fue lanzado o no se posicionó en ese territorio. |      |                |                |               |

## Filmografía

### Programas de televisión
| Año  | Título                      | Cadena      | Nota(s)   | Ref.   |
| ---- | --------------------------- | ----------- | --------- | ------ |
| 2021 | Super Junior's Idol vs Idol | KNTV        | Invitados |        |
| 2021 | After School Club           | Arirang TV  | Invitados |        |
| 2022 | Weekly Idol                 | MBC Every 1 | Invitados | [ 12 ] |
| 2022 | Super Junior's Idol vs Idol | KNTV        | Invitados |        |